# Wet bodembescherming
De Wet bodembescherming (Wbb) was een milieuwet in Nederland voor bodembescherming en bodemsanering die gold van 1 januari 1987 tot en met 31 december 2023, waarna deze werd vervangen door de Omgevingswet. De Wbb bevatte de voorwaarden die (konden) worden verbonden aan het verrichten van handelingen in of op de bodem. De wet had alleen betrekking op landbodems; waterbodems vielen onder de Wet verontreiniging oppervlaktewateren (1969, op 22 december 2009 vervangen door de Waterwet). 

## Geschiedenis van de wet

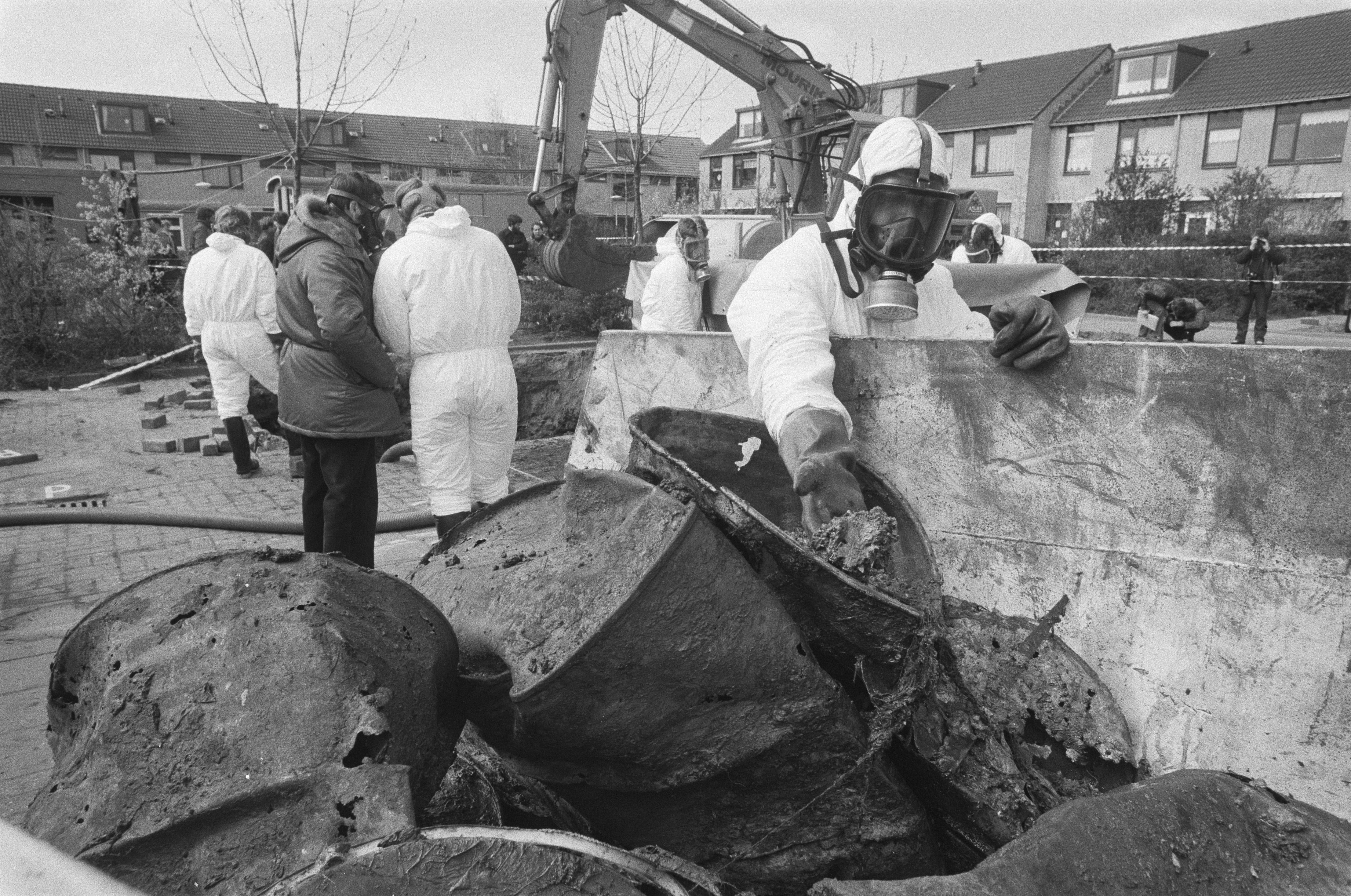
Opgegraven vaten met chemische stoffen tijdens gifschandaal Lekkerkerk 1980

Een aantal gifschandalen deed zich eind jaren 1970 en begin jaren 1980 voor, waaronder de Volgermeerpolder bij Amsterdam, de Merwedepolder in Dordrecht en het Gifschandaal in Lekkerkerk. Onder andere naar aanleiding van deze kwesties en de voorafgaande Wet verontreiniging oppervlaktewateren (WVO, 1969; in 2009 opgevolgd door de Waterwet) en Wet inzake de luchtverontreiniging (WLV, 1970) is in 1981 de Interimwet bodemsanering aangenomen en in januari 1983 in werking getreden. De definitieve Wet bodembescherming (Wbb) werd aangenomen op 3 juli 1986 en trad op 1 januari 1987 in werking. Sindsdien zijn er veel kleinere en grotere wetswijzigingen doorgevoerd.
Op 1 januari 1995 is een regeling voor de sanering van de bodem opgenomen en is de Interimwet bodemsanering, waar de regeling in was opgenomen, vervallen. Op 15 april 1997 is een regeling omtrent de sanering van waterbodems in werking getreden. Tot slot is op 1 januari 2006 een wijziging van de regelgeving omtrent bodemsanering in werking getreden waardoor functiegericht saneren de standaard saneringsmethode wordt.
De Wet bodembescherming zou per 1 januari 2021 worden vervangen door de Omgevingswet. Echter, vanwege de coronacrisis die in 2020 uitbrak is de inwerkingtreding daarvan uitgesteld. De Omgevingswet is per 1 januari 2024 van kracht.

## Opbouw van de wet
De wet bestaat uit een tweetal regelingen:
1. Een regeling voor de bescherming van de bodem, met daarin opgenomen de plicht voor veroorzakers alles wat zij toegevoegd hebben aan verontreiniging te verwijderen;
2. Een regeling voor de aanpak van overige bodemverontreiniging op land.

Verder bevat de wet een uitgebreid financieel hoofdstuk.
De belangrijkste punten uit de wet zijn saneringen en bescherming van de bodem

## Bescherming van de bodem
De wet definieert 'bodembescherming' als:

het voorkomen, beperken of ongedaan maken van veranderingen van hoedanigheden van de bodem, die een vermindering of bedreiging betekenen van de functionele eigenschappen die de bodem voor mens, plant of dier heeft.

De belangrijkste basis vormt het 'zorgplicht'-artikel 13:

Ieder die op of in de bodem handelingen verricht (...) en die weet of redelijkerwijs had kunnen vermoeden dat door die handelingen de bodem kan worden verontreinigd of aangetast, is verplicht alle maatregelen te nemen die redelijkerwijs van hem kunnen worden gevergd, teneinde die verontreiniging of aantasting te voorkomen, dan wel indien die verontreiniging of aantasting zich voordoet, de verontreiniging of de aantasting en de directe gevolgen daarvan te beperken en zo veel mogelijk ongedaan te maken. Indien de verontreiniging of aantasting het gevolg is van een ongewoon voorval, worden de maatregelen onverwijld genomen.

Voor deze gevallen hoeft geen saneringsonderzoek gedaan te worden of een saneringsplan geschreven te worden. Het volstaat het geval te melden bij het bevoegd gezag en een 'plan van aanpak' te overleggen.

## Sanering
Voor verontreinigingen die niet onder artikel 13 Wbb moeten worden opgeruimd (gevallen ontstaan vóór 1987 waarbij de veroorzaker wordt aangesproken), is een regeling opgenomen die handelingen met die grond verbiedt tenzij daar vooraf instemming over is gekregen van het bevoegd gezag. Daarbij wordt de feitelijke situatie vastgelegd in een beschikking ernst en urgentie. Indien wordt overgegaan tot grondverzet of bodemsanering moet bij gevallen van ernstige bodemverontreiniging (zijnde meer dan 25 m3 grond of 100 m3 grondwater verontreinigd boven de interventiewaarde) een saneringsplan worden ingediend.
BUS staat voor Besluit van 1 februari 2006, houdende regels voor uniforme saneringen (Besluit uniforme saneringen).